# Missionare Unserer lieben Frau von La Salette

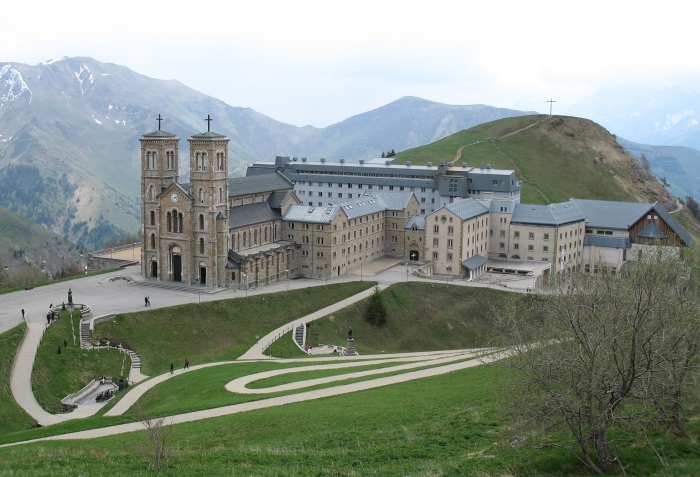
Das Heiligtum Unserer Lieben Frau von La Salette bei Corps (Isère)

Die Missionare Unserer lieben Frau von La Salette, Ordenskürzel MS, kurz auch Salettiner genannt, sind eine Kongregation für Männer in der römisch-katholischen Kirche.
Die Ordensgemeinschaft wurde 1852 in dem Marienwallfahrtsort La Salette in den französischen Alpen auf Veranlassung des Bischofs von Grenoble, Philibert de Bruillard, gegründet. Bedeutend war der Mystiker Sylvain-Marie Giraud, der der Kongregation von 1865 bis 1876 vorstand.
Die missionarische Kongregation wirkt mittlerweile in 23 Ländern auf den Gebieten der Jugendarbeit, Erwachsenenbildung und Pfarreiseelsorge. Die Generalleitung hat ihren Sitz in Rom. Generaloberer ist seit 2006 der US-Amerikaner Dennis J. Loomis. Er wird von einem Rat aus vier Mitgliedern unterstützt.
1946 wurde die Kongregation der Schwestern Unserer Lieben Frau von La Salette gegründet.

## Persönlichkeiten
- Donatien Francis Randriamalala (* 1971), madagassischer Geistlicher, Bischof von Ambanja
- Clément Herizo Rakotoasimbola (* 1974), madagassischer Geistlicher, Bischof von Maintirano